# Hans Peter Reuter

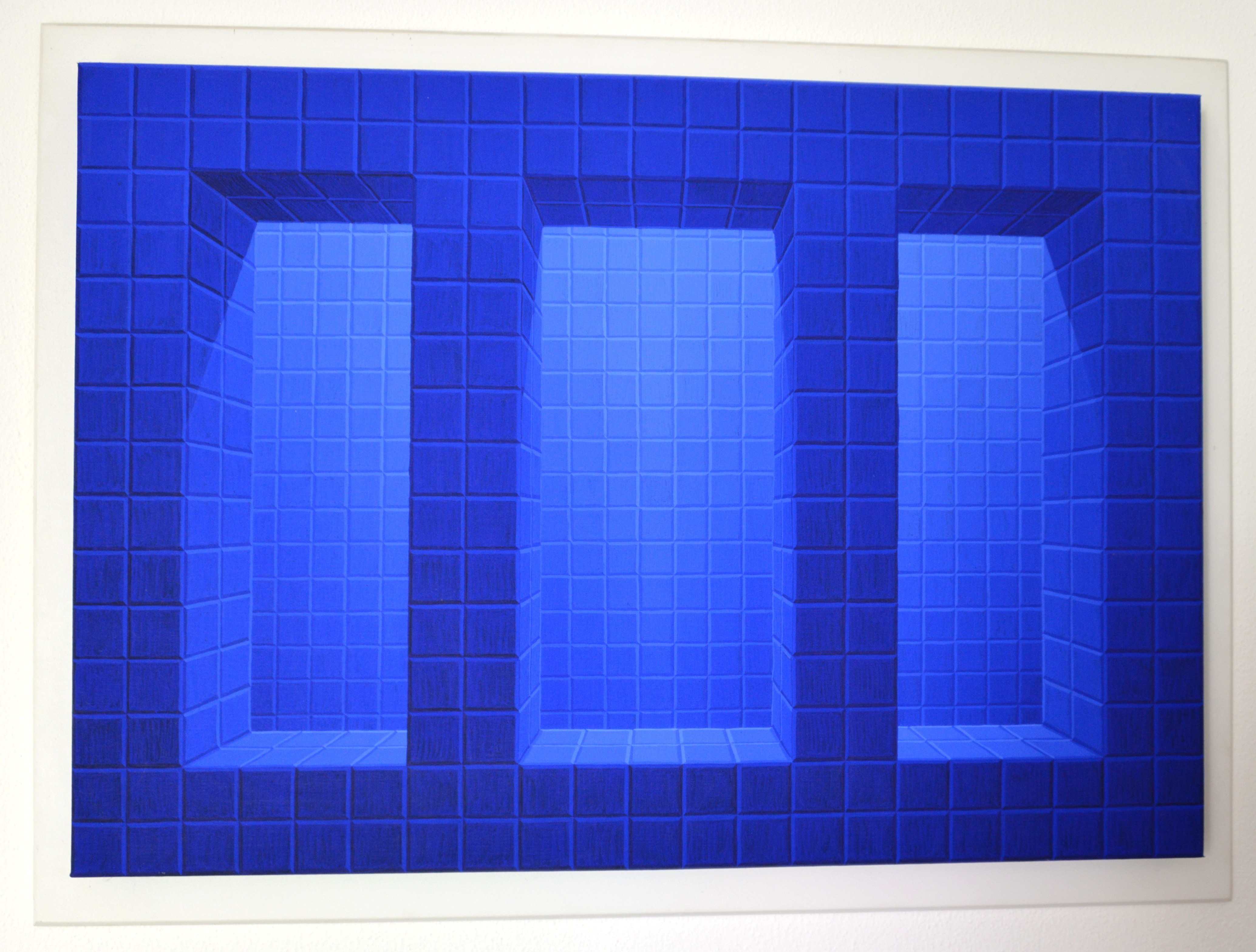
Hans Peter Reuter Nr. 809

Hans Peter Reuter (* 3. September 1942 in Schwenningen am Neckar; † 7. Februar 2024 in Lauf an der Pegnitz) war ein deutscher Künstler.

## Leben
Von 1963 bis 1967 studierte er an den Akademien Karlsruhe und München bei Albrecht von Hancke, Franz Nagel und Emil Schumacher. Von 1967 bis 1969 folgte ein Studium der Kunstgeschichte an der Universität Karlsruhe bei Klaus Lankheit.
Von 1969 bis 1975 war er Kunsterzieher an einem Karlsruher Gymnasium. Es folgten 1973 ein Aufenthalt in der Villa Romana (Florenz); 1975 ein Arbeitsstipendium des Kulturkreises der deutschen Wirtschaft im BDI e. V., von 1976 bis 1977 ein Aufenthalt an der Cité Internationale des Arts Paris, 1977 der Wilhelm-Morgner-Preis (Soest) und ein Annemarie-und Will-Grohmann-Stipendium. 1977 war er auf der Documenta 6 vertreten. 1980 erhhielt er einen zehn monatigen Studienaufenthalt in der Villa Massimo (Rom), der bedeutesten Einrichtung zur Spitzenförderung deutscher Künstler der Bundesrepublik Deutschland. Er erstellte 1988 eine Dauerinstallation auf dem Landesgartenschaugelände Baden-Württemberg in Ettlingen.
Von 1980 bis 1982 war Hans Peter Reuter Vorstandsmitglied des Deutschen Künstlerbundes.
Von 1985 bis 2007 hatte er eine Professur an der Akademie der Bildenden Künste Nürnberg inne.
Hans Peter Reuter lebte und arbeitete in Karlsruhe und Lauf an der Pegnitz, wo er auch verstarb. Er war mit der Kunstmalerin Hildegard Fuhrer verheiratet.

## Werk
Zentrales Motiv in seinen Arbeiten sind blaue Kacheln und Fliesen, daher ist er auch bekannt als „Kachel-Reuter“ und „Der Blaue Reuter“.

## Öffentliche Sammlung (Auswahl)
- Kunstsammlung des Deutschen Bundestages, Berlin
- Nationalgalerie Berlin
- Sammlung der Bundesrepublik Deutschland, Bonn
- Galerie der Stadt Esslingen am Neckar
- Deutsches Architekturmuseum, Frankfurt am Main
- Augustinermuseum, Freiburg
- Museum für Neue Kunst, Freiburg
- Städtische Museen Heilbronn
- Staatliche Kunsthalle Karlsruhe
- Städtisches Museum Karlsruhe
- ZKM Museum für Neue Kunst & Medienmuseum, Karlsruhe
- Kunsthalle zu Kiel
- Wilhelm-Hack-Museum, Ludwigshafen
- Bayerische Staatsgemäldesammlung München
- Neues Museum Nürnberg
- Sammlung der Stadt Nürnberg für die Fränkische Galerie
- Städtische Galerie Oberhausen
- Städtisches Museum Rastatt
- Städtisches Museum Recklinghausen
- Städtische Sammlungen, Soest
- Galerie der Stadt Stuttgart
- Staatsgalerie Stuttgart
- Ulmer Museum
- Kunsthalle Weishaupt, Ulm
- Städtische Galerie Villingen-Schwenningen

## Ausstellungen (Auswahl)
- 1967: Städtische Kunsthalle Mannheim
- 1971: Haus der Kunst München
- 1973: Staatliche Kunsthalle Baden-Baden
- 1977: Documenta 6, Kassel
- 1980: Galerie der Villa Massimo, Rom
- 1982: Galleria Nationale Rom
- 1982: Kunstverein Heilbronn
- 1982: Staempfli Gallery, New York City
- 1983: Nationalgalerie Berlin
- 1985: Nationalgalerie Berlin
- 1988: Galerie der Stadt Esslingen,
- 1988: Wilhelm-Hack-Museum, Ludwigshafen
- 1995: Sammlung des Bundes, Berlin
- 1996: Kunsthalle Nürnberg
- 2002: Kunsthalle Tübingen
- 2003:Städtische Galerie Karlsruhe
- 2004: Haus der Kunst, München
- 2010: Galerie dfer Stadt Tuttlingen
- 2012: Neues Museum Nürnberg
- 2013: Kunsthalle Weishaupt